# Ладислав Новак
Ладислав Новак (Лоуни, 5. децембар 1931 — Остредек, 21. март 2011) био је чешки фудбалски дефанзивац, а касније фудбалски тренер. За Чехословачку је одиграо 75 утакмица, од тога 71 као капитен тима.
Био је учесник ФИФА Светског купа 1962. године, где је Чехословачка освојила сребрну медаљу. Такође је био учесник ФИФА Светског купа 1954. и ФИФА Светског купа 1958. године.
Новак је у својој земљи играо углавном за прашку Дуклу и са њима освојио 8 шампионских титула.